# Kélétigui Diabaté
Kélétigui Diabaté (* 1931  in Kita; † 30. November 2012 in Bamako) war ein malischer Meistermusiker, der auf dem Balafon neue Spieltechniken entwickelte und als eine der wichtigsten Personen in der zeitgenössischen Musik Malis galt.

## Leben und Wirken
Diabaté stammt aus einer Familie bekannter Griotmusiker und lernte neben dem Balafon auch Gitarre und Saxophon. In den späten 1950er Jahren gehörte er zur Tourneeformation des Orchestre de la Garde Républicaine und trat mit ihnen in Westafrika auf. 1960, zum Zeitpunkt der Unabhängigkeitserklärung von Mali war er Gründungsmitglied der Formation A der Republik Mali, mit der er auch ein von Bärenreiter-Musicaphon veröffentlichtes Album einspielte. Später gehörte er zu der seit 1972 von Salif Keïta geleiteten Band Les Ambassadeurs. 
1978 entwickelte er seinen persönlichen Stil auf dem Balafon, nachdem er mit amerikanischen Jazzmusikern wie Lionel Hampton und Ella Fitzgerald aufgetreten war; häufig spielte er nun auf zwei Balafonen, die im Halbtonschritt auseinander lagen.   In den nächsten Jahren trat er als Gastmusiker bei zahlreichen Musikern auf, etwa 1989 auf Salif Keïtas Album Ko-Yan, bei Zap Mama, bei Ketama und bei Bonnie Raitt.  Seit 1993 spielte er regelmäßig mit dem Symmetric Orchestra, das sein Namensvetter Toumani Diabaté leitete.  Zwischen 1998 und 2009 gehörte er zu Habib Koités Band Bamada und nahm auch an einer gemeinsamen Tour mit dem Art Ensemble of Chicago teil, die unter dem Titel The Art Ensemble of Africa bekannt wurde; gemeinsam mit den Musikern aus Chicago stand er auch beim Akbank Jazz Festival auf der Bühne. Erst 2004 nahm er ein Album unter eigenem  Namen auf (Sandiya).  Seit 2011 zog er sich weitgehend aus der Musikszene zurück.